# FlyMe
FlyMe était une compagnie aérienne suédoise à bas coûts basée à Göteborg. Elle exploitait des vols vers toute l'Europe à partir des villes de Göteborg, Stockholm et Malmö. Flyme a déposé son bilan le 2 mars 2007 et annulé tous ses vols à venir.

## Histoire
La compagnie fut fondée en 2003 et débuta ses vols le 1er mars 2004. Le 2 mars 2007, les banques lui ayant refusé de nouveaux crédits, la compagnie dépose son bilan.

## Flotte
La compagnie disposait de 5 Boeing 737-300.

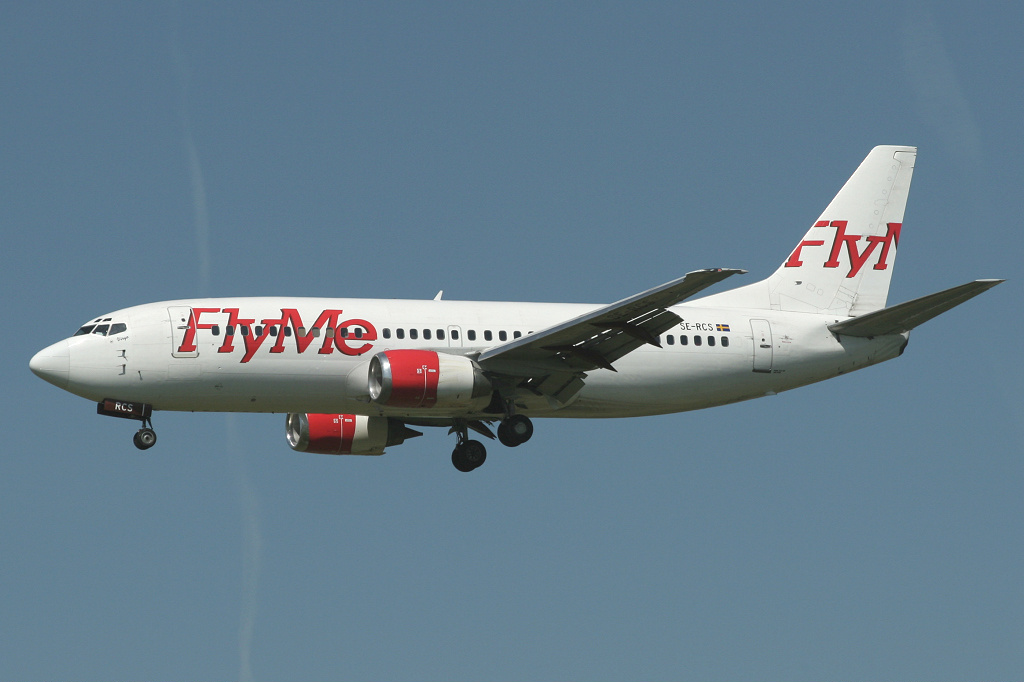
Boeing 737 de FlyMe en 2006